# Жоржівська сільська рада
Жоржівська сільська рада — колишній орган місцевого самоврядування у Шишацькому районі Полтавської області з центром у селі Жоржівка.

## Населені пункти
Сільраді були підпорядковані населені пункти:
Жоржівка
с. Киселиха
с. Колодяжне
с. Павлівка
с. Христівка